# Francolí pintat
El francolí pintat (Francolinus pictus) és una espècie d'ocell de la família dels fasiànids (Phasianidae) que habita turons amb herba a l'Índia i Sri Lanka.